# Trépot
Trépot est une commune française située dans le département du Doubs, la région culturelle et historique de Franche-Comté et la région administrative Bourgogne-Franche-Comté.
Ses habitants se nomment les Trépottins et Trépottines.

## Géographie
Trépot est une commune résidentielle située aux portes sud de Grand Besançon Métropole, desservie à 5 km à l'Est par la nationale 57, une deux fois deux voies reliant Besançon à Pontarlier et la frontière Suisse et à 3 km à l'Ouest par la départementale 67 reliant Besançon à Ornans.
Sa situation géographique en fait une commune prisée, notamment grâce à sa proximité avec Besançon (à 18 minutes de la porte Rivotte et 23 minutes de Micropolis).
Sur un plateau boisé de la moyenne montagne, la commune est ouverte sur les champs de L'Hôpital-du-Grosbois.

### Climat
Pour des articles plus généraux, voir Climat de la Bourgogne-Franche-Comté et Climat du Doubs.
En 2010, le climat de la commune est de type climat de montagne, selon une étude du Centre national de la recherche scientifique s'appuyant sur une série de données couvrant la période 1971-2000. En 2020, Météo-France publie une typologie des climats de la France métropolitaine dans laquelle la commune est exposée à un climat semi-continental et est dans la région climatique  Jura, caractérisée par une forte pluviométrie en toutes saisons (1 000 à 1 500 mm/an), des hivers rigoureux et un ensoleillement médiocre. 
Pour la période 1971-2000, la température annuelle moyenne est de 9,2 °C, avec une amplitude thermique annuelle de 16,9 °C. Le cumul annuel moyen de précipitations est de 1 314 mm, avec 13,3 jours de précipitations en janvier et 10,3 jours en juillet. Pour la période 1991-2020, la température moyenne annuelle observée sur la station météorologique de Météo-France la plus proche, « Besançon », sur la commune de Besançon à 13 km à vol d'oiseau, est de 11,4 °C et le cumul annuel moyen de précipitations est de 1 157,0 mm. 
La température maximale relevée sur cette station est de 40,3 °C, atteinte le 28 juillet 1921 ; la température minimale est de −20,7 °C, atteinte le 9 janvier 1985,,. 
Les paramètres climatiques de la commune ont été estimés pour le milieu du siècle (2041-2070) selon différents scénarios d'émission de gaz à effet de serre à partir des nouvelles projections climatiques de référence DRIAS-2020. Ils sont consultables sur un site dédié publié par Météo-France en novembre 2022.

## Urbanisme

### Typologie
Au 1er janvier 2024, Trépott est catégorisée commune rurale à habitat dispersé, selon la nouvelle grille communale de densité à 7 niveaux définie par l'Insee en 2022.
Elle est située hors unité urbaine. Par ailleurs la commune fait partie de l'aire d'attraction de Besançon, dont elle est une commune de la couronne,. Cette aire, qui regroupe 310 communes, est catégorisée dans les aires de 200 000 à moins de 700 000 habitants,.

### Occupation des sols
L'occupation des sols de la commune, telle qu'elle ressort de la base de données européenne d’occupation biophysique des sols Corine Land Cover (CLC), est marquée par l'importance des forêts et milieux semi-naturels (50,8 % en 2018), une proportion identique à celle de 1990 (50,8 %). La répartition détaillée en 2018 est la suivante : 
forêts (50,8 %), terres arables (18,6 %), zones agricoles hétérogènes (15,1 %), prairies (12,7 %), zones urbanisées (2,9 %). L'évolution de l’occupation des sols de la commune et de ses infrastructures peut être observée sur les différentes représentations cartographiques du territoire : la carte de Cassini (XVIIIe siècle), la carte d'état-major (1820-1866) et les cartes ou photos aériennes de l'IGN pour la période actuelle (1950 à aujourd'hui).

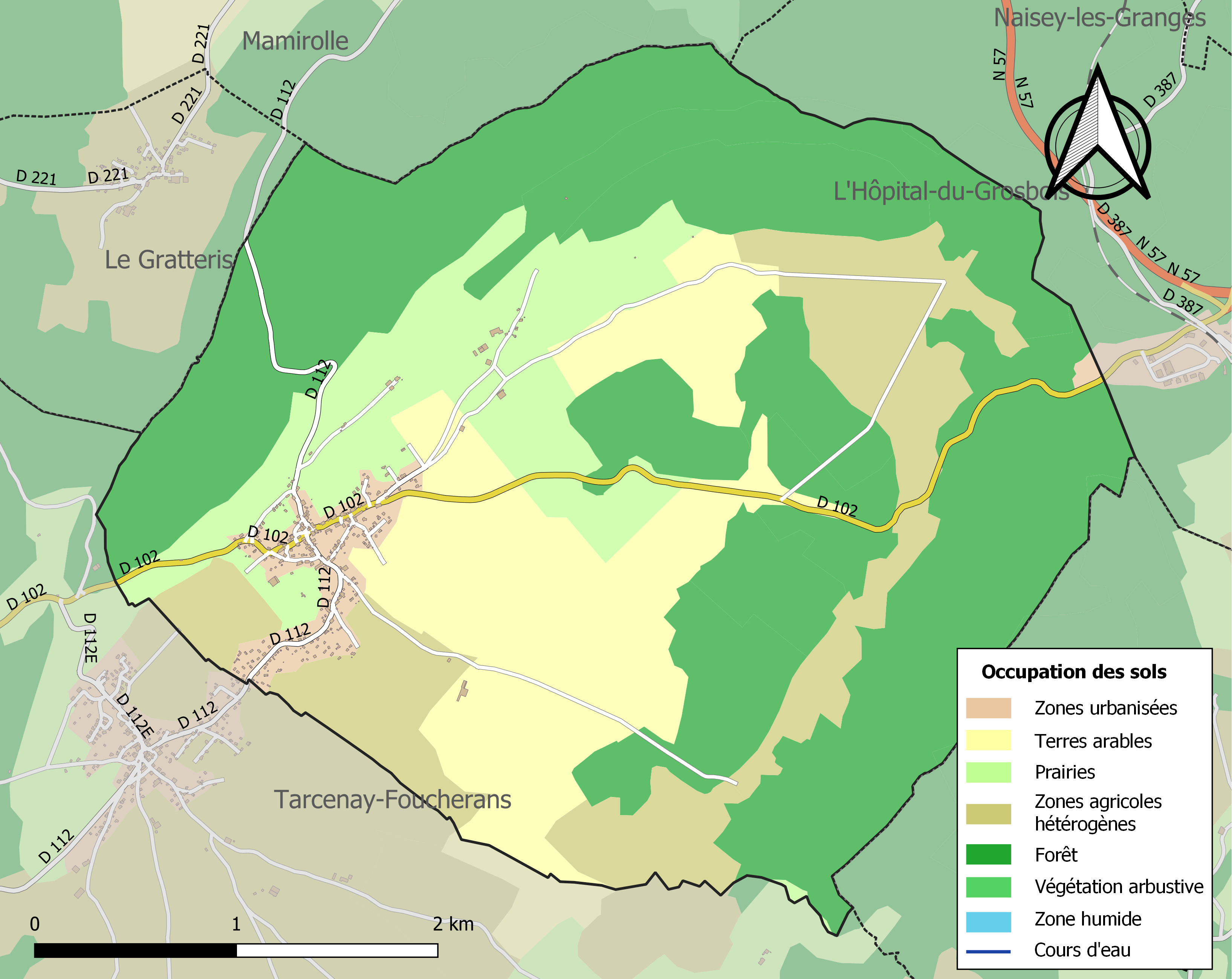
Carte des infrastructures et de l'occupation des sols de la commune en 2018 (CLC).

## Toponymie
Torpat en 1244 ; Apud Torpaz en 1248 ; Torpet en 1266 ; Tourpat en 1373 ; Tourpait en 1579 ; Tourpoz en 1629.
L'accent aigu (Trépot) est une erreur et la mairie bataille depuis plusieurs années pour faire valoir qu'il doit être enlevé. C'est une action de longue haleine. Les accents ont été retirés sur les panneaux d'entrée de la commune dans les années 2014-2015.
La prononciation correcte est /tʁɛpo/

## Histoire
Le premier seigneur de Trepot est Étienne, dit le capitaine Grospain, Gentilhomme de la maison de Charles Quint. Capitaine de chevau-légers à Pavie, il combattit aux côtés de Jean d'Andelot, seigneur de Myon, contribuant à la prise de François Ier en 1525.
En 1619, on mentionne Henri de Chassagne, écuyer, seigneur de Trepot, puis Claude de Chassagne  châtelain d'Ornans en 1621. En 1693, Jean Étienne Pouthier, d'une famille originaire de Vercel s'intitule seigneur de Trepot. En 1735, Marie Françoise de Pouthier concède aux habitants l'usage de fours particuliers au lieu-dit Four banal situé sur l'emplacement actuel de la croix de mission du centre.
(Dans un document notarié en date du "second jour de décembre seize cent quatre-vingts", la mention du village est faite sous l'appellation de "Torpot".)

## Politique et administration
| Période                                  | Période  | Identité          | Étiquette | Qualité                    |
| ---------------------------------------- | -------- | ----------------- | --------- | -------------------------- |
| 1947                                     | 1966     | Louis Petitot     |           |                            |
| 1966                                     | 1971     | Valbert Foltête   |           |                            |
| 1971                                     | 2001     | Michel Philippe   |           |                            |
| mars 2001                                | 2008     | Jean-Paul Boillin |           |                            |
| mars 2008                                | mai 2020 | Pierre Bruchon    | DVG       | Retraité de l'enseignement |
| mai 2020                                 | En cours | Gérard Mougin     |           | Agriculteur                |
| Les données manquantes sont à compléter. |          |                   |           |                            |

## Démographie
L'évolution du nombre d'habitants est connue à travers les recensements de la population effectués dans la commune depuis 1793. Pour les communes de moins de 10 000 habitants, une enquête de recensement portant sur toute la population est réalisée tous les cinq ans, les populations de référence des années intermédiaires étant quant à elles estimées par interpolation ou extrapolation. Pour la commune, le premier recensement exhaustif entrant dans le cadre du nouveau dispositif a été réalisé en 2005.

En 2022, la commune comptait 558 habitants, en évolution de +5,28 % par rapport à 2016 (Doubs : +1,88 %, France hors Mayotte : +2,11 %).
| 1793 | 1800 | 1806 | 1821 | 1831 | 1836 | 1841 | 1846 | 1851 |
| ---- | ---- | ---- | ---- | ---- | ---- | ---- | ---- | ---- |
| 452  | 430  | 474  | 472  | 507  | 574  | 537  | 562  | 593  |

| 1856 | 1861 | 1866 | 1872 | 1876 | 1881 | 1886 | 1891 | 1896 |
| ---- | ---- | ---- | ---- | ---- | ---- | ---- | ---- | ---- |
| 469  | 481  | 458  | 392  | 401  | 372  | 368  | 319  | 337  |

| 1901 | 1906 | 1911 | 1921 | 1926 | 1931 | 1936 | 1946 | 1954 |
| ---- | ---- | ---- | ---- | ---- | ---- | ---- | ---- | ---- |
| 373  | 358  | 342  | 306  | 318  | 302  | 317  | 302  | 308  |

| 1962 | 1968 | 1975 | 1982 | 1990 | 1999 | 2005 | 2006 | 2010 |
| ---- | ---- | ---- | ---- | ---- | ---- | ---- | ---- | ---- |
| 317  | 274  | 306  | 361  | 379  | 356  | 457  | 483  | 503  |

| 2015 | 2020 | 2022 | - | - | - | - | - | - |
| ---- | ---- | ---- | - | - | - | - | - | - |
| 531  | 544  | 558  | - | - | - | - | - | - |

## Économie
L'économie de Trépot est marquée par le tourisme randonnée, musée, monuments et plusieurs gîtes. Des services : point poste, distributeur de pain et fabrication de pain artisanal ainsi qu'un restaurant. Agriculture.[réf. souhaitée]
Trépot compte aussi un atelier unique[réf. nécessaire] en Bourgogne Franche-Comté : "Paléo Art Studio", qui reconstitue des décors, des sculptures des animaux et des personnages préhistoriques pour les musées, les parcs d'attraction et le cinéma.

## Culture locale et patrimoine

### Lieux et monuments
- Des bâtiments inscrits à l'Inventaire général du patrimoine culturel :
  - L'église Saint-Ferréol et Saint-Ferjeux[19] date du XVIIIe siècle mais le chœur a été agrandi à partir de 1829 sur les plans de l'architecte Edouard Vieille et la tour clocher a été achevé en 1862.
  - L'école[20] a été construite sur les plans de l'architecte Clerget de 1882 à 1885 (La date 1883 figure sur le clocheton).
  - La fromagerie[21], installée dans le village en 1818, a fermé le 31 décembre 1977 mais la municipalité a choisi de la conserver en état et d'en faire un musée : la fromagerie-musée. Cette rénovation lui a valu le « 1er prix régional du patrimoine »[réf. nécessaire]. Elle est aussi répertoriée « l'un des cent meilleur musée gastronomique de France »[réf. nécessaire].
  - Le lavoir-abreuvoir[22] date du XIXe siècle.
  - Les cinq croix monumentales[23] disposées à chaque entrée du village en 1846 et conçues par l'architecte bisontin Maximilien Painchaux.

- Église.
- École.
- Fromagerie-musée.
- Lavoir-abreuvoir.
- Croix monumentale.

- Le monument aux morts est inauguré le 21 août 1921 par le maire Fortuna Rouget et les instituteurs Batlogg[réf. souhaitée]. Il a été déplacé le 24 mars 2011.

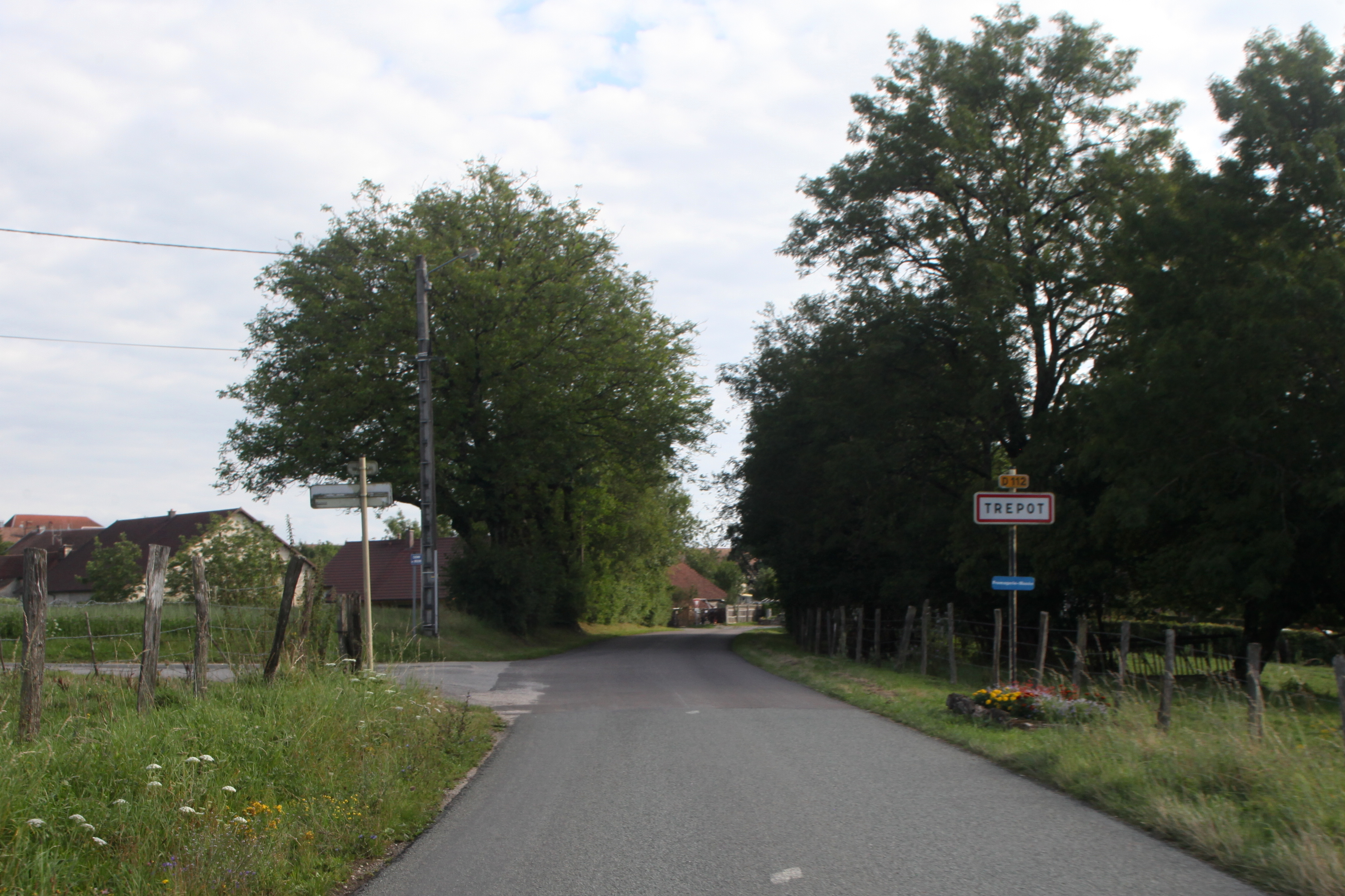
Entrée du village.
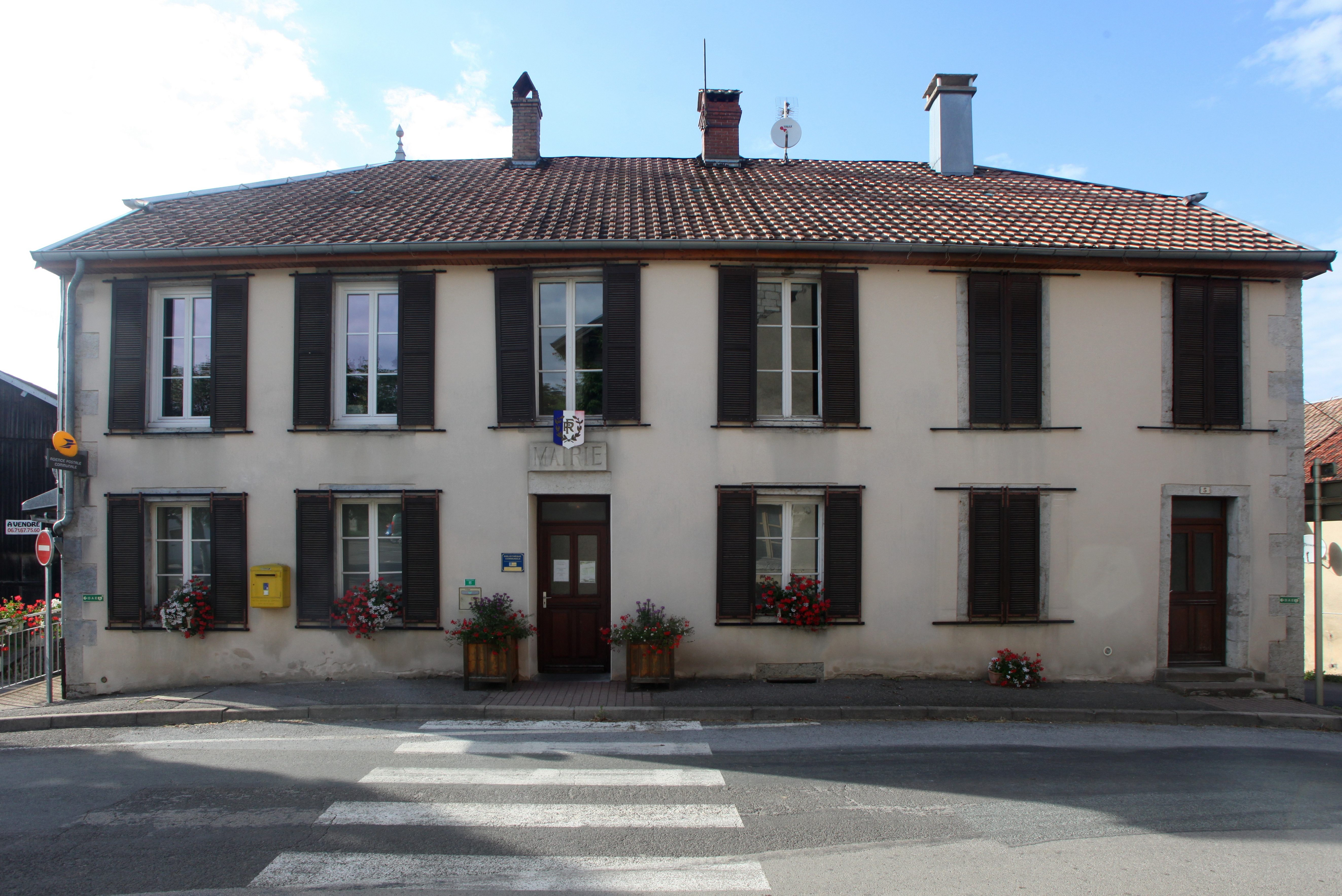
Mairie.
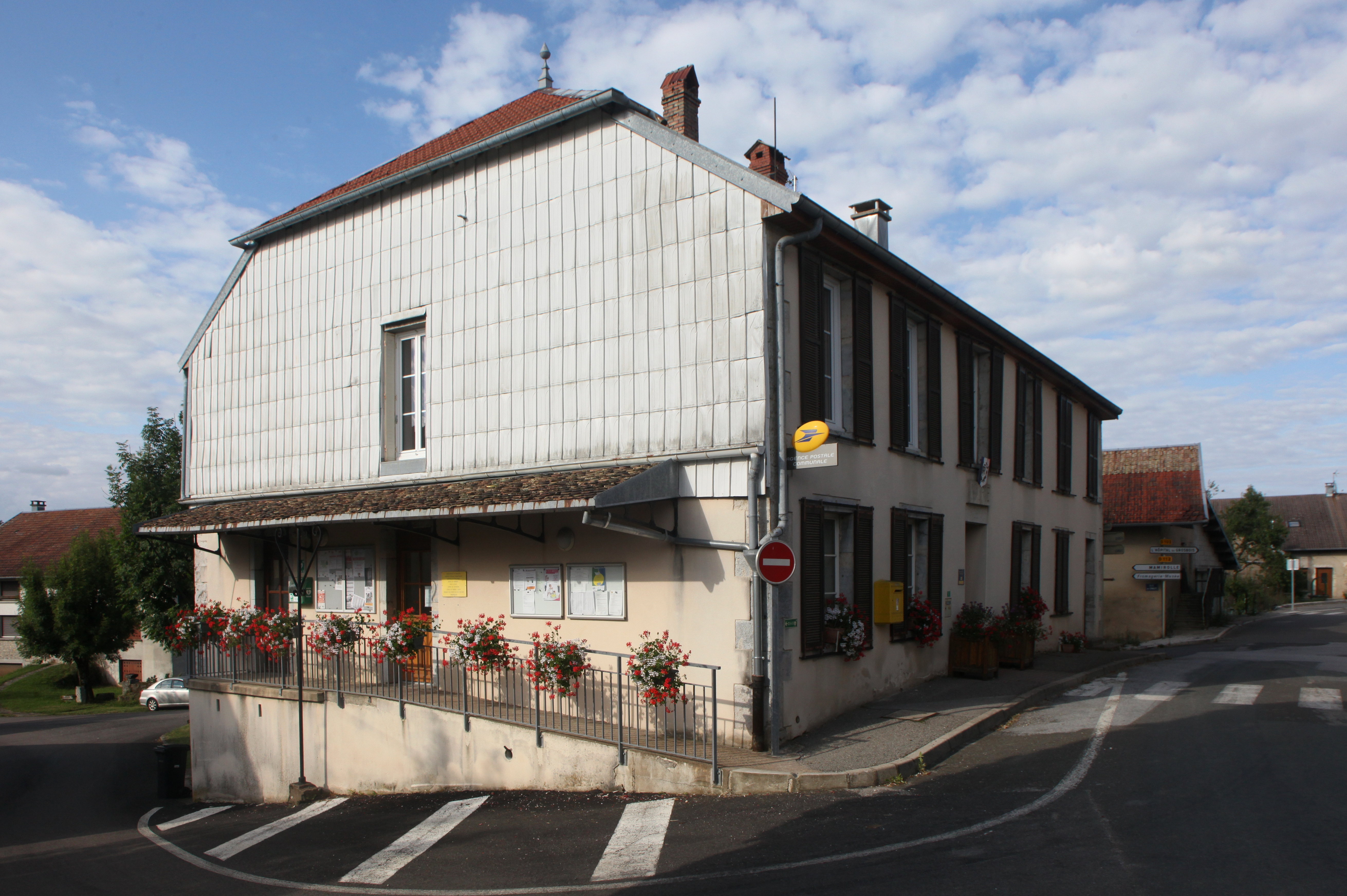
Mairie.

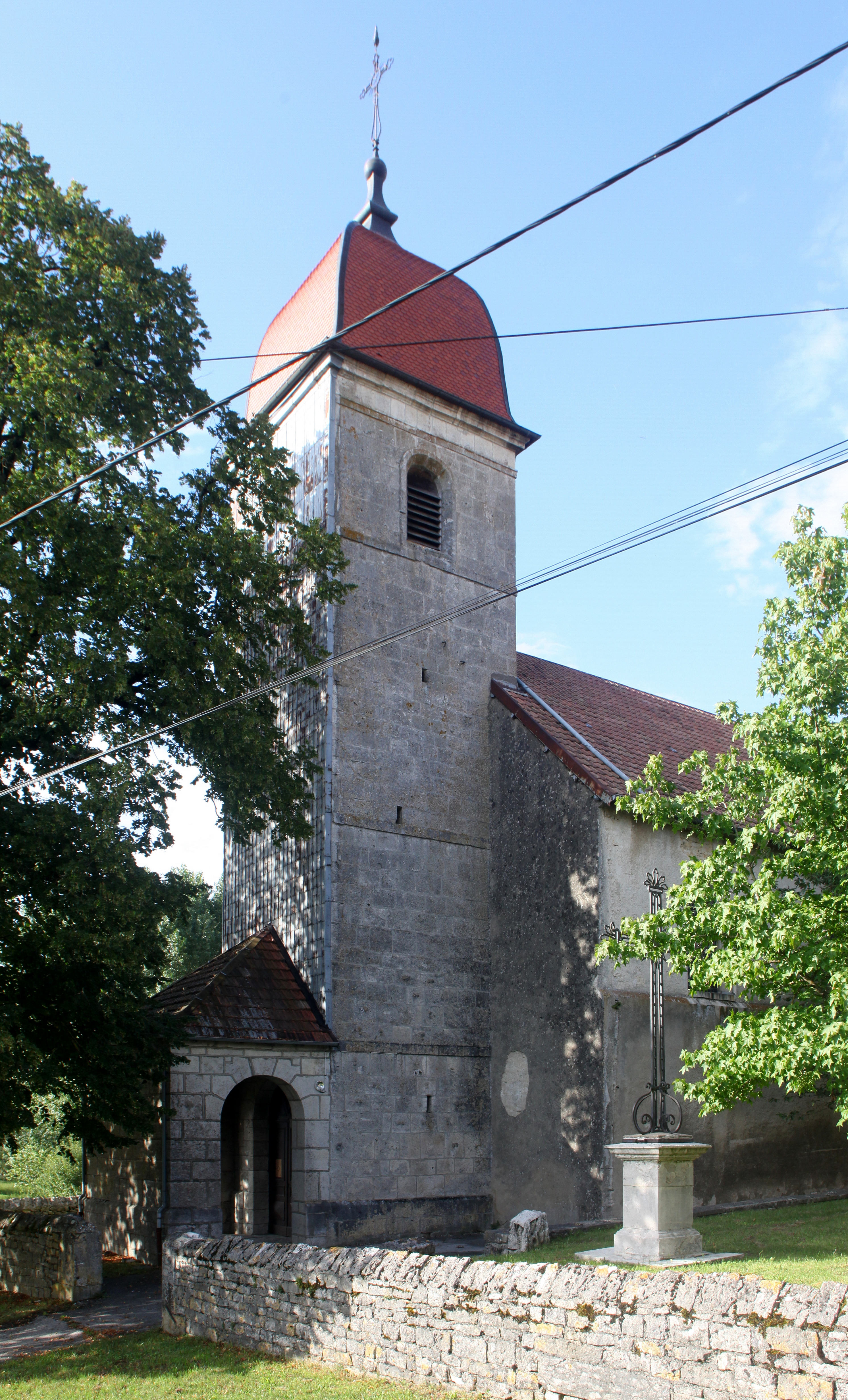
Église.
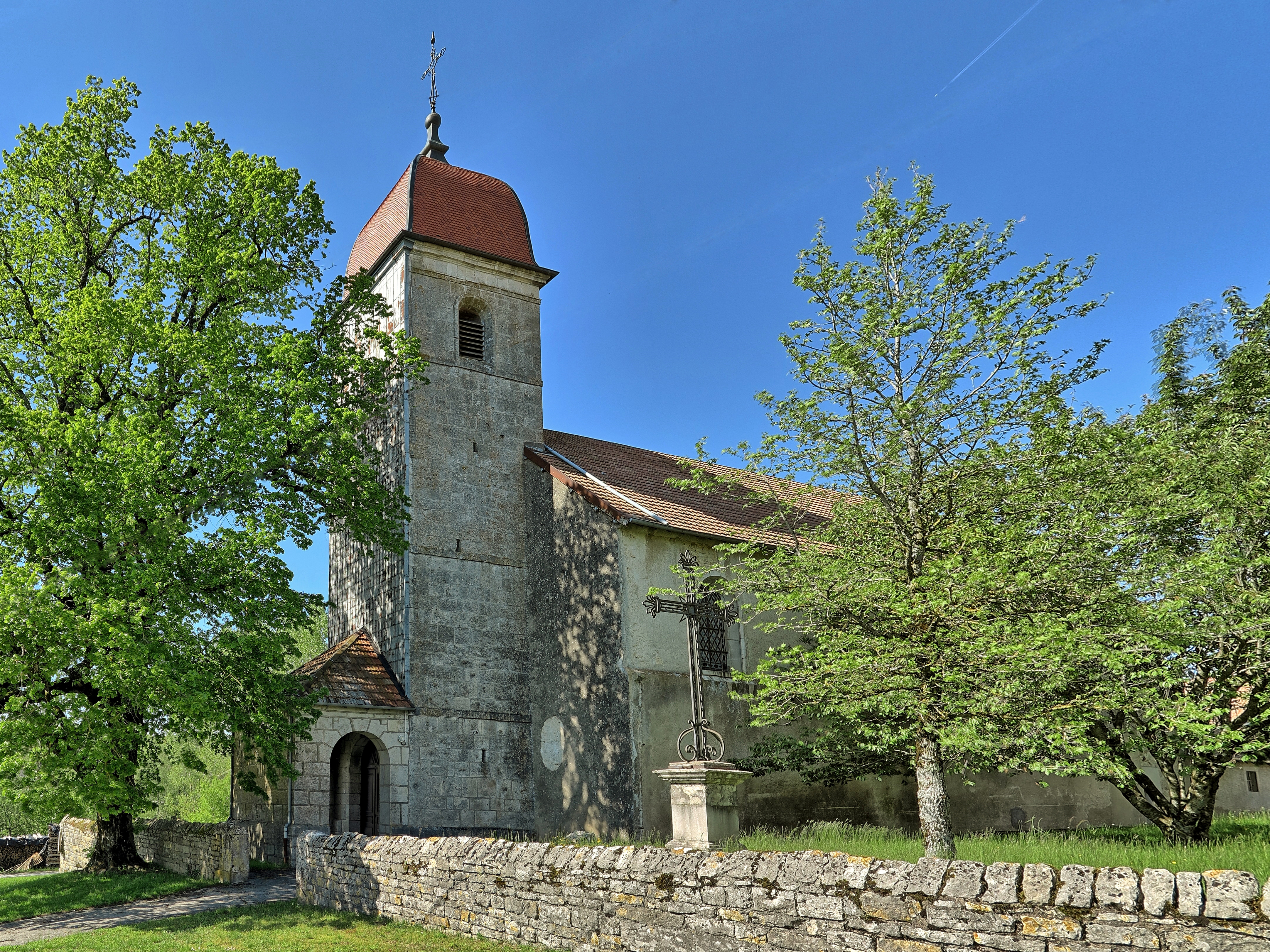
Église.
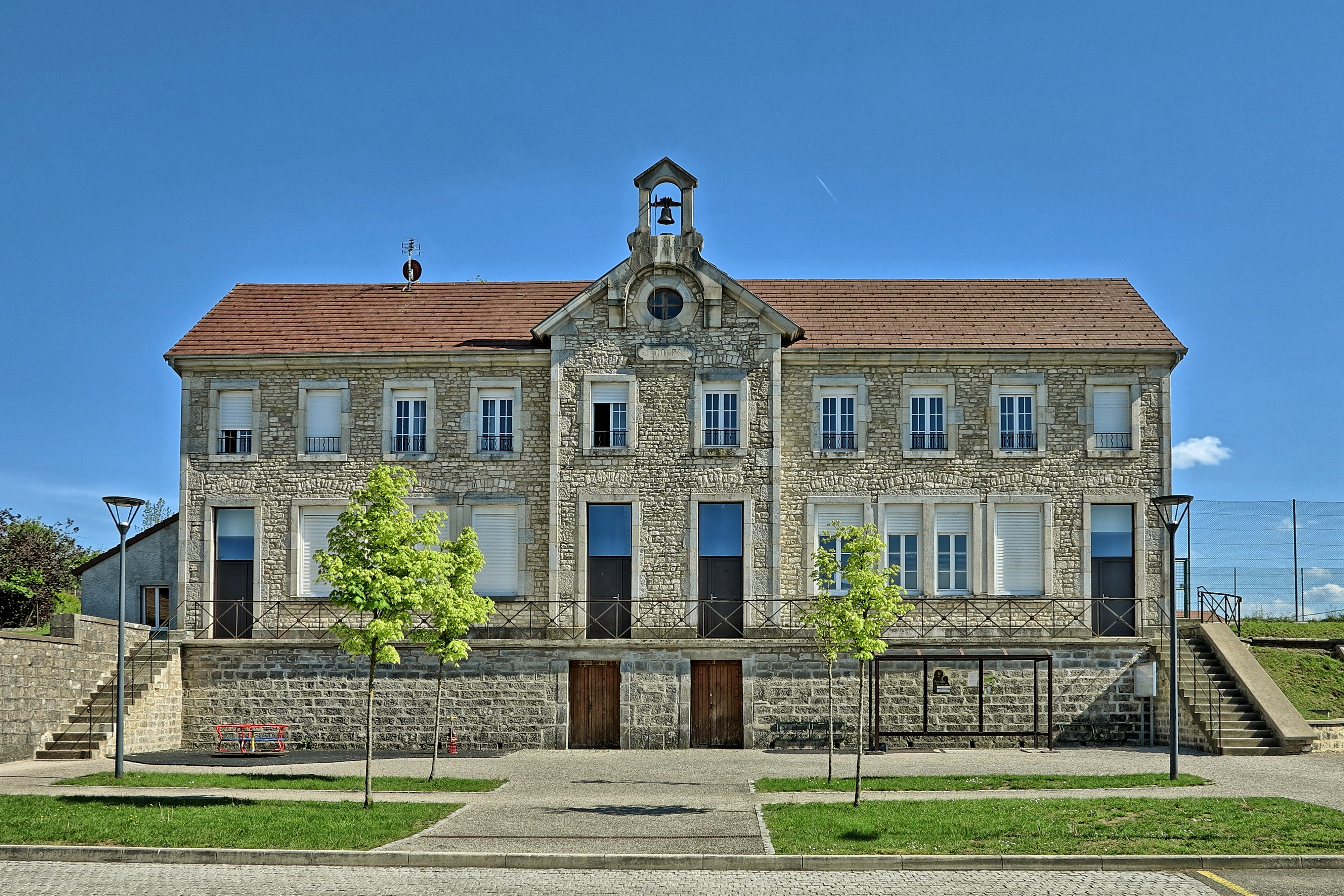
École.
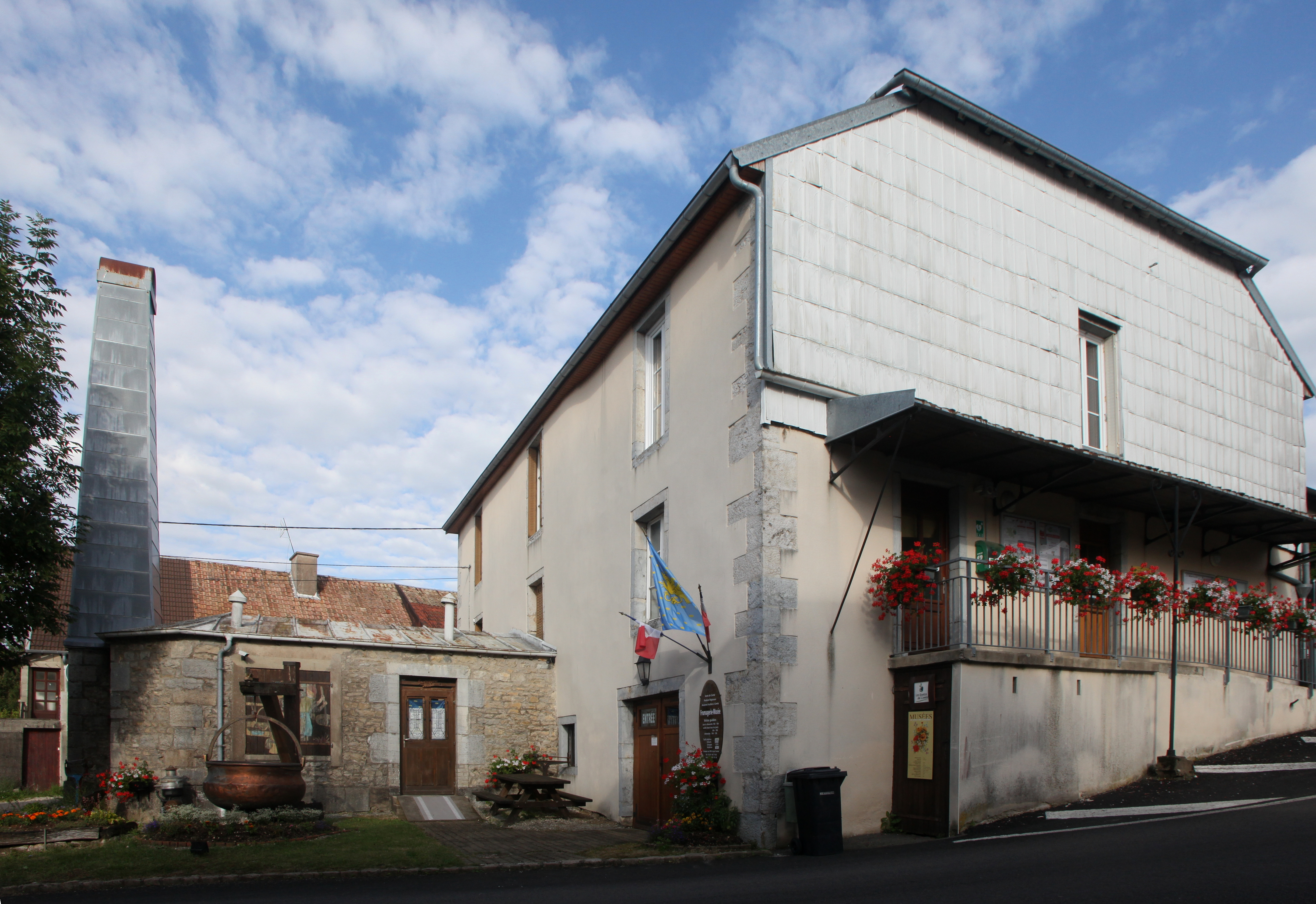
Fromagerie-musée.
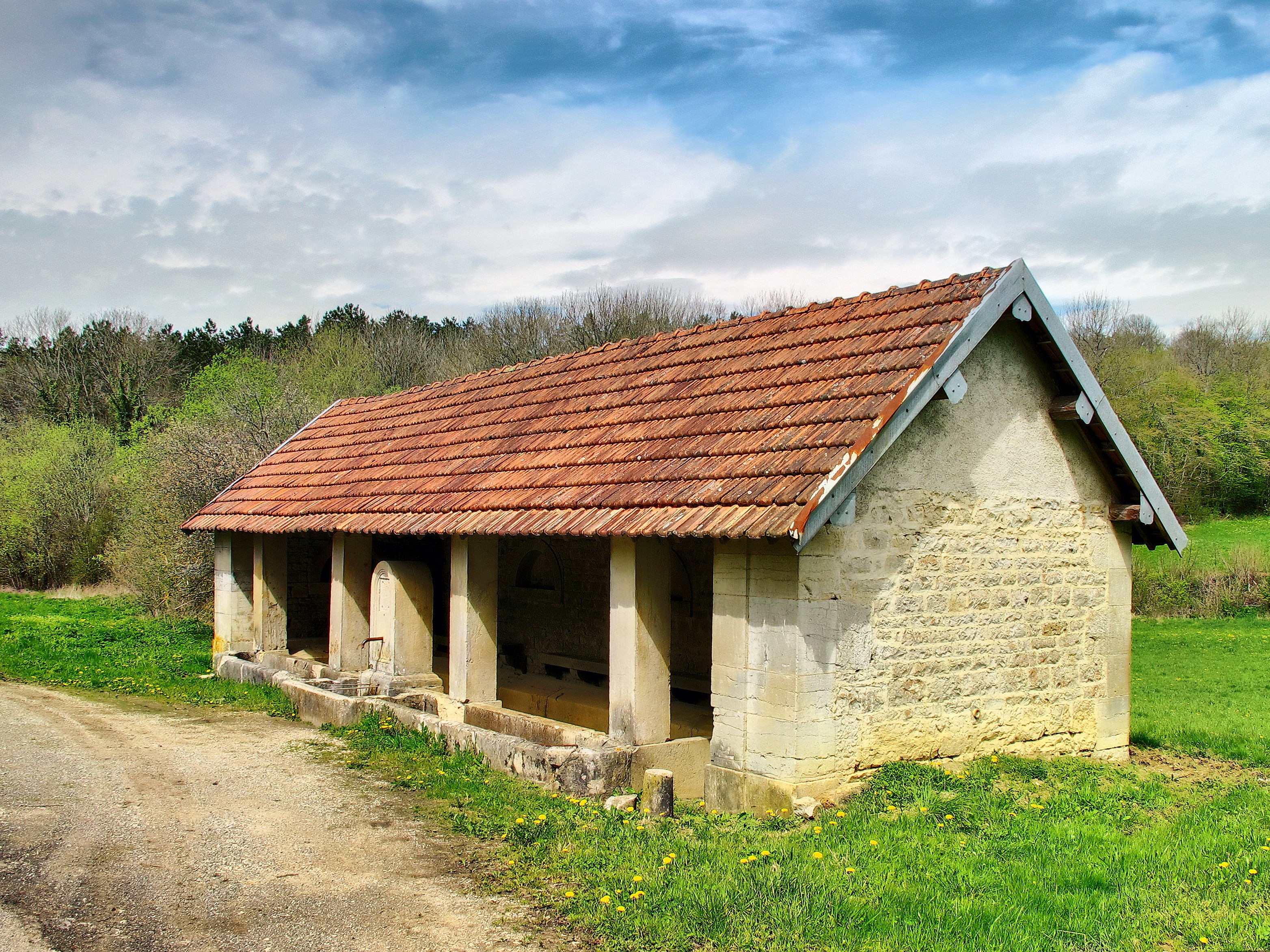
Lavoir-abreuvoir.
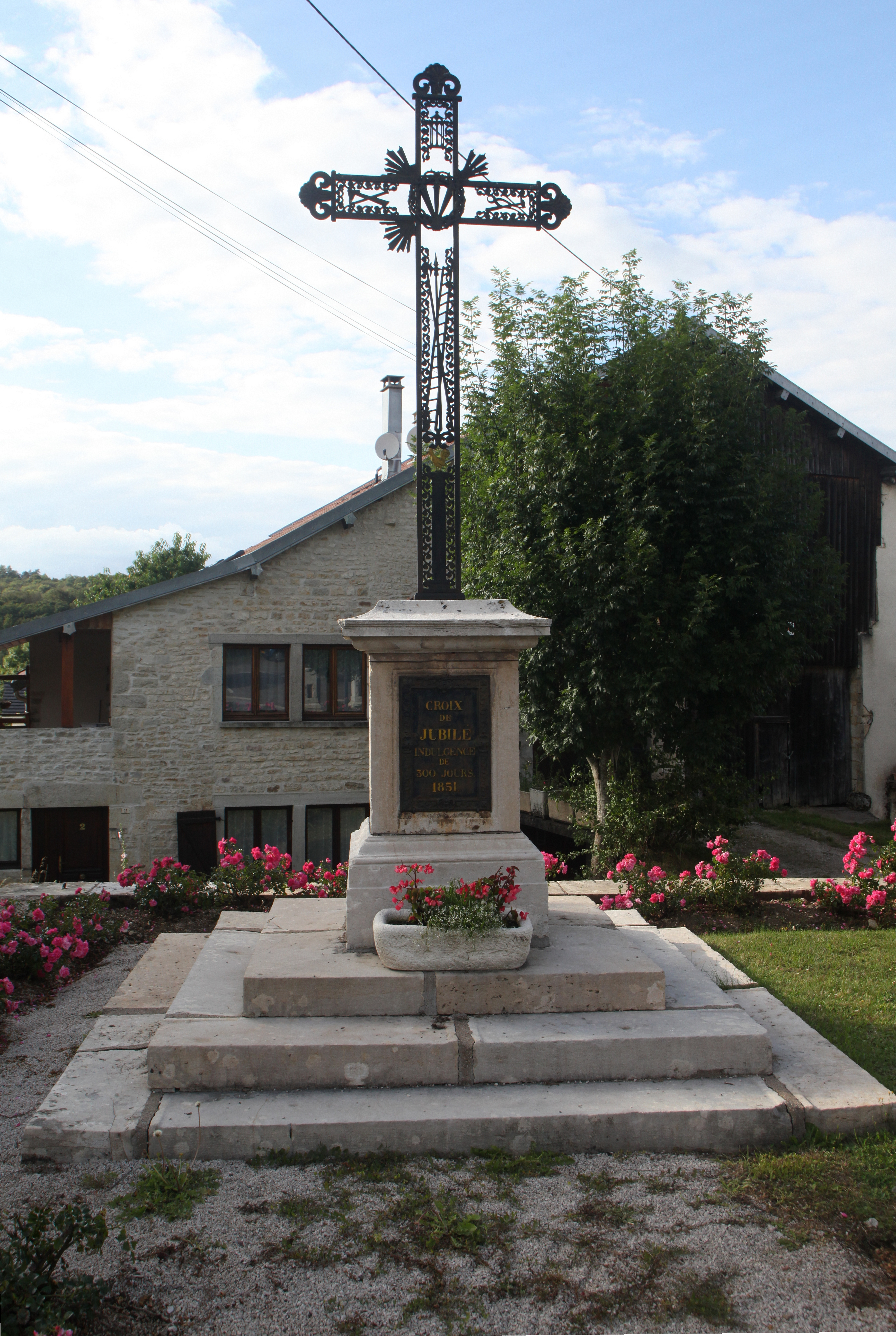
Croix monumentale.

### Sites spéléologiques
- Gouffres de La Chenau I, II et III
- Gouffre du Paradis

### Personnalités liées à la commune
- Etienne de Grospain (v1490-1556) militaire comtois né à Ornans, seigneur de Trépot
- Vincent Philippe, pilote de course de motos. Sept fois vainqueur du Bol d'Or. Deux fois vainqueur des 24 h des 24 h du Mans, 1 fois 2e et une fois 3e des 24 h du Mans moto.

### Héraldique
| Blason de Trépot | Blason  | D'or à la barre de sable accompagnée à dextre de deux clés de gueules passées en sautoir et à senestre d'une épée d'azur. |
| Blason de Trépot | Détails | Inspiré des armoiries de la famille seigneuriale Pouthier de Trépot, qui portait « d'or à la bande de sable ». La bande devenue barre, est accompagnée des clés de saint Pierre et l'épée de saint Paul. Le statut officiel du blason reste à déterminer. |